# منظمة رواد الأعمال
منظمة رواد الأعمال (EO -Entrepreneurs' Organization) هي منظمة عالمية غير ربحية مهمتها المعلنة «إشراك أصحاب المشاريع الرائدة للتعلم والنمو». وتعرف سابقا باسم منظمة رواد الأعمال الشباب.

## تأريخها
في عام 1987، أنشأ 22  شابا من رواد الأعمال مؤسسة مهمتها توفير فرص التعلم والتواصل لأعضائها. أهداف هذه المنظمة الجديدة دعم وتثقيف وتشجيع رواد الأعمال الشباب تحت سن 40 لينجحوا في بناء أنفسهم وشركاتهم. توسعت المنظمة بسرعة في جميع أنحاء الولايات المتحدة وكندا وفي غضون سنوات قليلة، وصلت إلى أمريكا اللاتينية وأوروبا والشرق الأوسط وأفريقيا وآسيا. في عام 1996، ساعدت المنظمة في إنشاء منظمة رواد الأعمال العالمية، والتي كانت بمثابة منظمة الخريجين للأعضاء الذين يريدون مواصلة مشاركتهم في عضوية منظمات ريادة الأعمال بعد سن ال 40. في عام 2005، اندمجت منظمة رواد الأعمال الشباب ومنظمة  رواد الأعمال العالمية وأصبحت كما هي معروفة اليوم. إنها أساسا شبكة عالمية من أصحاب الأعمال الذين تصل إيرادات شركاتهم أكثر من مليون دولار سنويا.

## المؤسسون
فيرمون هارنيش هو المؤسس الأصلي لمنظمة الرواد الشباب وقام بتوظيف 22 رائد أعمال كأعضاء مؤسسين بغرض الحصول على تمويل إنشاء المنظمة
. 

## برامج إضافية
تدير منظمة رواد الأعمال برنامجين إضافيين هما: الجائزة العالمية لرواد الأعمال الطلاب  .و برنامج المسرع 
و يعتبر البرنامج الأول برنامج جوائز لطلاب الثانوية وطلبة الجامعة والخريجيين ممن يديرون مشاريعا تجارية ويعمل البرنامج كسلسلة  منافسة دولية للطلبة رواد الأعمال ممن يرتادون مدارس أو كليات أو جامعات ويديرون نشاطا ربحيا لستة أشهر متواصلة على الأقل. 
أما عن برنامج المسرع فهو يهدف إلى تمكين رواد الأعمال لامتلاك الأدوات اللازمة لنمو أعمالهم إلى مبيعات تفوق المليون دولار وصقل مهارات رواد الأعمال القيادية. ويوفر برنامج المسرع فرص عضوية مشابهة لمنظمة الرواد للأعمال التي لم تستوفي شروط العضوية.

## مؤشر رواد الأعمال
بدأ مؤشر رواد الأعمال في عام 2010 كمسح نصف سنوي لعضوية منظمة رواد الأعمال. يمسح المؤشرعينة تمثيلية من الرواد على الصعيد العالمي من رجال الأعمال للتنبؤ بالاتجاهات الاقتصادية في عدد من المجالات بما في ذلك خلق فرص العمل والأرباح وأعباء الديون، والتنبؤ الاقتصادي، وبيئة الأعمال ثم يتم توزيع النتائج على كل من له صلة للمساعدة في اطلاع كل من يرغب في مناقشة البيانات الاقتصادية التي تنبع من أصحاب الأعمال.
في العام 2012 اظهر المؤشر أن 60%  تقريبا من الأعمال حصلت على أرباح صافية بينما 59% إزداد عدد موظفيها

## وصلات خارجية
- الموقع الرسمي
- EN:Entrepreneurs' Organization [الإنجليزية]